# رجنعی
رُجنعی یک روستا در ایران است که در بخش مرکزی شهرستان درمیان در استان خراسان جنوبی واقع شده‌است. رجنعی ۳۶ نفر جمعیت دارد.

## جمعیت
این روستا در دهستان درمیان قرار دارد و براساس سرشماری مرکز آمار ایران در سال ۱۳۸۵، جمعیت آن ۳۶ نفر (۹ خانوار) بوده‌است.